# The Settlers (seria)
The Settlers (niem: Die Siedler) – seria gier komputerowych z gatunku gier strategicznych wydanych przez Blue Byte Software. Pierwsza gra serii, The Settlers, ukazała się w 1993.

## Rozgrywka
We wszystkich grach serii gracz wciela się w średniowiecznego lub starożytnego władcę, którego zadaniem jest rozwijanie swojego królestwa oraz podbój sąsiednich (sterowanych przez komputer lub innych graczy). Unikalną i podstawową cechą gier serii jest sposób budowy różnego typu budynków potrzebnych do rozwoju królestwa oraz tworzenie sieci dróg pomiędzy nimi. Celem gracza jest optymalny rozwój tej sieci, by w końcowym efekcie móc utworzyć wystarczającą armię żołnierzy, która może stawić czoło przeciwnikowi. Można to osiągnąć poprzez szybszy rozwój królestwa tworzony głównie poprzez szybszy transport wydobywanych surowców i produkowanych przedmiotów. W przypadkach pojawienia się większej liczby transportowanych towarów na jakimś odcinku drogi, wydłuża się tym samym ich transport, co może być powodem zastoju w jakimś punkcie produkcyjnym.
Różnicą pomiędzy poszczególnymi grami w serii jest system tworzenia sieci dróg i transportu produktów. Jest on w każdej grze z serii podobny, jednak główne różnice znajdują się w samym systemie tworzenia. Na przykład w pierwszej i drugiej części gracz, tworząc drogę pomiędzy dwoma budynkami (flagami), buduje każdy jej jeden etap indywidualnie. W części trzeciej zupełnie z niego zrezygnowano, dając swoim podwładnym samym decydować gdzie mają chodzić (tym samym tworząc drogę). W kolejnych grach powrócono jednak do tego systemu, ale został on bardziej zautomatyzowany. Dodatkowo kolejne gry mają ulepszone niektóre procesy w rozgrywce, jak np. nowe elementy w produkcji (dodana w kolejnych grach np. woda czy wełna) czy sposób rozgrywania walk z przeciwnikiem (np. różnice pomiędzy samymi jednostkami czy kolejkowaniem ataków na przeciwnika).

## Seria The Settlers
- The Settlers – 22 marca 1993[1], 12 lipca 2007 (NDS)[3]
- The Settlers II: Veni, Vidi, Vici – 15 lutego 1996[4]
  - The Settlers II Mission CD – 1996[5]
- The Settlers III – 13 października 1998[6]
  - The Settlers III: Misja Amazonek – 27 października 1999[7]
  - The Settlers III: Mission CD – 2000[8]
- The Settlers IV – 16 lutego 2001[9]
  - The Settlers IV: Misje dodatkowe – 23 lipca 2001[10]
  - The Settlers IV: Trojanie i eliksir mocy – 11 października 2001[11]
  - The Settlers IV: The New World – 28 listopada 2002[12]
  - The Settlers IV: Community Pack – 20 listopada 2003[13]
- The Settlers: Dziedzictwo królów – 8 lutego 2005[14]
  - The Settlers: Dziedzictwo królów – Misje dodatkowe – 22 marca 2005[15]
  - The Settlers: Dziedzictwo królów – Legendy – 1 września 2005[16]
- The Settlers II: 10-lecie – 7 września 2006[17]
  - The Settlers II: 10-lecie – Wikingowie – 22 lutego 2007[18]
- The Settlers: Narodziny imperium – 25 września 2007[19]
  - The Settlers: Narodziny imperium – Wschodnie królestwa – 27 marca 2008[20]
- The Settlers: Narodziny kultur – 28 sierpnia 2008[21]
- The Settlers 7: Droga do królestwa – 23 marca 2010[22]
- The Settlers Online – 17 listopada 2010[23]
- The Settlers: Kingdoms of Anteria (anulowane[24] i przekształcone w Champions of Anteria[25])
- The Settlers: New Allies – 17 lutego 2023[26]

## The Settlers Online
26 stycznia 2012 roku zaczęła działać wersja online gry (wersja closed beta). Od 13 lutego 2012 roku została uruchomiona wersja open beta. Każdy użytkownik internetu może utworzyć swoje konto na jednym z serwerów (o nazwach: Nowa Ziemia, Nowy Świat, Słoneczny Gród, Kolonia, Czarci Gaj, Dolina Odkrywców, Złota Góra) i otrzymuje swoją wyspę do zagospodarowania. Wyspa jest podzielona na 9 obszarów, które trzeba oczyścić z bandytów i zagospodarować. Gracz ma do dyspozycji Fora (Globalne-1, Pomoc), na których może się porozumiewać z wszystkimi użytkownikami własnego serwera, Szept, gdzie można się porozumiewać z wybranymi osobami. Można również przesyłać sobie wzajemnie wiadomości, otrzymywać wiadomości od systemu informujące o bieżących zdarzeniach oraz handlować ze sobą surowcami i przedmiotami. Po opanowaniu własnej wyspy gracz sam lub razem z innymi uczestnikami może rozgrywać tak zwane Przygody. Gra jest bezpłatna, ale jeśli chce się szybciej ją rozwinąć, można skorzystać z umownej waluty (nazywanej klejnotami), którą można kupować za pieniądze. W sklepach oraz w internecie jest dostępny pakiet startowy gry, który jednak nie zawiera samej gry a jedynie dodatki (klejnoty), które można wykorzystać w grze.